# Павлова къща (Костур)
 Тази статия е за къщата в Костур, Гърция.  За къщата в Делчево, България, вижте Павлова къща.  
Павловата къща (на гръцки: Αρχοντικό Παύλου) е възрожденска къща в град Костур, Гърция.
Къщата е разположена в южната традиционна махала Долца (Долцо) на улица „Николаос Касомулис“ № 15 до Мироновата къща. Къщата е триетажна и е известна и като Протогерова (Αρχοντικό Πρωτόγερου).